# Zeruph
Zeruph (hebräisch צירוף) ist ein Verfahren der jüdischen Hermeneutik, neben anderen wie Gematria, Temura und Notarikon.

## Wortbedeutung
Zeruph, hebräisch צרוף, leitet sich ab vom hebräischen Verbum צרף  (sprich „Tsarap“h), was einerseits „reinigen, läutern“, andererseits „hinzufügen, zusammenstellen“ bedeutet. Es ist das Verbalsubstantiv, also „Läuterung“ bzw. „Zusammenfügung“.
Auf Griechisch heißt dies Verfahren τὸ ἀναγραμματισμός oder auch ἀνακύκλοσις, lateinisch revolutio, also ‚Umwälzung‘.

## Das Verfahren
Beim Zeruph schreibt man alle möglichen Permutationen ohne Wiederholungen eines Wortes untereinander. Ziel ist es, zu einem Neuen Worte zu kommen, welches das Ausgangswort erklärt.

## Beispiel
- חלק – das Teil, Los, Bruchteil etc. Zeiteinheit.
- לקח – nehmen; Lehrstück

Das Ganze wird auch kreisförmig dargestellt. Die einzelnen Worte, die jeweils eine andere Wortbildzahl, aber denselben Zahlenwert haben, sind die Havioth, (הואת) = griech.: οὐσίαι, also Seinsweisen eines Wortes. Dass das Verb „nehmen“ mit dem Worte „Teil“ etymologisch verwandt ist, steht zu vermuten. Hier handelt es sich um die Metathesis.